# 강당초등학교
강당초등학교는 대한민국 충청남도 서산시에 있는 공립 초등학교이다.

## 학교 연혁
- 1937년 3월 1일: 부석공립보통학교 부설 강당간이학교 설립
- 1947년 12월 1일: 강당국민학교 승격 개교

## 참고 자료
- 강당초등학교 - 한국교육학술정보원 학교알리미